# 니우르카 몬탈보
니우르카 몬탈보 아마로(스페인어: Niurka Montalvo Amaro, 1968년 6월 4일~)는 쿠바 태생 스페인의 육상 선수로 주 종목은 멀리뛰기와 세단뛰기이다.

## 경력
아바나에서 태어났다. 1986년 6월 멕시코 멕시코시티에서 열린 1986년 중앙아메리카 주니어 선수권 대회를 통해 처음으로 국제 대회에 출전했고, 멀리뛰기에서 금메달을 획득했다.
1993년 7월 버펄로에서 열린 1993년 하계 유니버시아드 세단뛰기 종목에서 우승했고, 같은 해 8월에 슈투트가르트에서 열린 1993년 세계 선수권 대회에서 4위에 올랐다.
1995년 3월 마르델플라타에서 열린 1995년 팬아메리칸 게임 세단뛰기에서 은메달을 획득했고 멀리뛰기에서 금메달을 획득했다. 같은 해 8월에 예테보리에서 열린 1995년 세계 선수권 대회 멀리뛰기에서 6.86m의 기록으로 은메달을 획득했다. 세계 선수권 대회에서 은메달을 획득한 후 몇 년 동안 그녀는 전적으로 멀리뛰기에 열중했다. 1996년 애틀랜타에서 열린 1996년 하계 올림픽에 참가하였으나 결승 진출에는 실패했다.
1998년 2월 스페인 남성과 결혼하여 스페인 국적을 취득하면서 1999년부터 쿠바 국가대표 대신 스페인 국가대표로 뛸 것을 선언하여 쿠바 국내의 반발을 야기했다.  1999년 8월 스페인 세비야에서 열린 1999년 세계 선수권 대회 멀리뛰기에서 금메달을 획득하였다. 이후 스페인 왕립 육상 연맹은 2000년 하계 올림픽에 몬탈보를 국가대표 선수로 발탁하자 쿠바 육상 연맹이 올림픽 헌장을 근거로 2000년 올림픽에 출전할 수 없다고 국제 올림픽 위원회(IOC)에게 항의했다. 이에 IOC 측은 헌장에 따라 귀화 선수가 국적 변경 시 해당 시점에서 3년이 지나야 변경한 국적의 국가대표로 올림픽에 출전할 수 있다는 사실을 확인하면서 몬발보의 시드니 올림픽 참가를 금지했다. 또한 이 시기에 스페인의 반군 조직인 바스크 조국과 자유(ETA)의 암살 대상에 포함된 것으로 알려졌다.
몬탈보는 이러한 외부 요인으로 인해 심적인 부담을 안았으나, 계속 선수로 활동했고 2001년 8월 에드먼턴에서 열린 2001년 세계 선수권 대회에서 동메달을 획득했다. 이후 2004년에는 아테네에서 열린 2004년 하계 올림픽에 스페인 국가대표로 참가했고 2006년에는 38세의 나이로 예테보리 2006년 유럽 선수권 대회 멀리뛰기에 참가하여 결승까지 진출했고 7위에 올랐다.